# Centre d'Estudis de Temes Contemporanis
El Centre d'Estudis de Temes Contemporanis (CETC) és una unitat dedicada a l'anàlisi i el debat (think tank) amb seu al carrer Via Laietana, 14 de Barcelona. Va néixer l'any 1989 i actualment està integrada al Departament d'Acció Exterior i Unió Europea de la Generalitat de Catalunya.
Els seus directors han estat: Jaume Lorés (1989-1998), Àngel Castiñeira Fernández (1998-2004), Jaume Renyer (2004-2005), Enric Pujol (2005-2006), Joaquim Albareda (2006), Alfred Bosch (2007-2010), Ferran Sáez Mateu (2011-2015) i Quim Torra (2016-2017), Pere Almeda Samaranch (2017-2021) i Manuel Manonelles (2021-2022), Pau Mas (2023-2024). L'actual director és Francisco Javier Sánchez Cano des de setembre de 2024.
El CETC analitza els principals reptes i debats globals a partir dels monogràfics de la revista Idees, la publicació de pensament contemporani que edita des de l'any 1999. També organitza actes, diàlegs i conferències.
Segons el Decret 83/2019 de reestructuració del Departament d'Acció Exterior, Relacions Institucionals i Transparència, al CETC li corresponen les següents funcions:
- Estudiar, diagnosticar i avaluar, especialment des del prisma de les relacions internacionals, els fets, els esdeveniments i les tendències de l'entorn contemporani que afecten la realitat catalana i universal, especialment els relacionats amb l'anàlisi i prospectiva dels camps tecnoeconòmic, sociopolític, de gènere, ètic, ideològic, cultural, espiritual, del pensament i dels valors, així com les repercussions que se'n derivin per a la definició de les polítiques del departament responsable de l'acció exterior.
- Impulsar, coordinar i donar suport a l'organització d'activitats i publicacions relacionades amb els diferents camps descrits en la lletra anterior.
- Col·laborar amb i assessorar els diferents departaments del Govern de la Generalitat en l'organització de seminaris, jornades, congressos i conferències vinculats a l'àmbit de les funcions pròpies del Centre.
- Crear espais de debat oberts i plurals per a l'anàlisi de la realitat sociopolítica i de pensament actual.
- Impulsar una xarxa de pensament contemporani a Catalunya conjuntament amb les institucions i centres existents i participar en, col·laborar amb i assessorar altres think tanks i centres anàlegs d'arreu del món.
- Identificar i impulsar la participació del Govern de la Generalitat i dels diferents actors rellevants en les diferents matèries a Catalunya en els fòrums i debats internacionals i donar a conèixer els principals debats internacionals a Catalunya a través de les activitats pròpies del Centre.
- Coordinar la difusió dels informes i els resultats de les recerques en tots els formats disponibles, i especialment mitjançant la revista editada pel Centre.